# Leon IV
Leon IV người Khazar (Hy Lạp: Λέων Δ΄ ὁ Χάζαρος, Leōn IV ho Khazaros) (25 tháng 1, 750 – 8 tháng 9, 780) là Hoàng đế Đông La Mã từ năm 775 đến 780.
Leon là con trai của Hoàng đế Konstantinos V với người vợ đầu tiên của mình là Irene xứ Khazaria (Tzitzak), con gái của một Khả hãn Khazar (được cho là Bihar). Ông được phụ hoàng phong làm đồng hoàng đế vào năm 751. Leon đã đính hôn với Gisela, con gái của Pépin Lùn nhưng việc đính ước bất thành. Về sau Leon kết hôn với Irene, người xuất thân trong một gia đình quý tộc Athena vào tháng 12 năm 769. Năm 775, Konstantinos V qua đời để lại Leon là hoàng đế duy nhất.
Ngày 24 tháng 4 năm 776, Leon theo như theo tiền lệ của các tiên đế đã chỉ định thái tử Konstantinos VI làm đồng hoàng đế. Điều này dẫn đến một cuộc nổi dậy của năm người anh em họ của Leon, gồm cả Caesar Nikephoros, với hy vọng giành được ngôi báu. Leon mau chóng đập tan cuộc nổi loạn và sai người đánh đập, cạo đầu và đày những kẻ tạo phản tới Cherson dưới sự bảo vệ nghiêm ngặt.
Leon IV được nuôi dưỡng với tinh thần bài trừ thánh tượng dưới thời phụ hoàng nhưng đã kết hôn với Irene, một người rất mực tôn thờ thánh tượng. Nhận thấy sự phân chia trong địa hạt của mình, ông theo đuổi một con đường hoà giải đối với phe tôn thờ thánh tượng, trước đó đã bị tuyên bố là dị giáo theo chính sách của triều đình. Leon cho phép các tu sĩ từng bị bắt bớ và trục xuất dưới thời phụ hoàng được quay trở về tu viện của họ, ông còn được một số trong hàng giáo sĩ xức dầu thánh như là "Người bạn của Đức Mẹ" vì cho phép các tu sĩ giữ lại chân dung của Theotokos. Ngoài các hành động ưu đãi ra thì Leon cũng bổ nhiệm một người có thiện cảm tôn thờ thánh tượng là Paul đảo Síp giữ chức Thượng phụ thành Constantinopolis sau cái chết của người tiền nhiệm. Vào cuối triều đại thì Leon lại đảo ngược lập trường khoan dung của mình.
Triều đại của Leon trùng hợp với vị Caliph thứ ba của triều Abbasid là Al-Mahdi, kẻ đã xâm chiếm lãnh thổ của Đông La Mã vào những lần liên tục từ năm 777-780 trước khi cuối cùng bị đẩy lùi bởi quân đội của Leon, dưới sự chỉ huy của các tướng lĩnh tài ba như Michael Lachanodrakon. Bản thân hoàng đế còn đích thân ngự giá thân chinh thảo phạt người Bulgar nhưng đột nhiên qua đời vì lên cơn sốt trong chiến dịch.
Cái chết của Leon vào ngày 8 tháng 9 năm 780 dẫn đến ngôi vị về tay Irene. Theophanes the Confessor đã ghi chép rằng Leon IV qua đời là kết quả của một cơn sốt lây lan từ những viên đá quý trong một vương miện được lấy từ Vương cung thánh đường Hagia Sophia; một số học giả chỉ ra rằng khi Leon lên ngôi là ông đã mang bệnh rồi, trong khi số khác tin rằng Leon đã bị sát hại bởi những kẻ vô danh, có thể là do Irene chủ mưu. Konstantinos VI là con trai duy nhất của Leon IV lên kế vị ngôi báu, cầm quyền cùng với thái hậu Irene.